# Kabinett Schröder II
Das Kabinett Schröder II war das 19. Regierungskabinett der Bundesrepublik Deutschland. Es amtierte vom 22. Oktober 2002 bis zur Ernennung des Kabinetts Merkel I am 22. November 2005.

## Abstimmung im Bundestag
| Wahlgang                                                       | Kandidat        | Kandidat               | Stimmen    | Stimmenzahl | Anteil | Koalitionspartei(en) | Koalitionspartei(en) | Koalitionspartei(en) |
| -------------------------------------------------------------- | --------------- | ---------------------- | ---------- | ----------- | ------ | -------------------- | -------------------- | -------------------- |
| 1. Wahlgang                                                    |                 | Gerhard Schröder (SPD) | Ja-Stimmen | 305         | 50,6 % |                      |                      | SPD, Grüne           |
| 1. Wahlgang                                                    | Nein-Stimmen    | Gerhard Schröder (SPD) | 292        | 48,4 %      |        |                      |                      | SPD, Grüne           |
| 1. Wahlgang                                                    | Enthaltungen    | Gerhard Schröder (SPD) | 2          | 0,3 %       |        |                      |                      | SPD, Grüne           |
| 1. Wahlgang                                                    | Ungültig        | Gerhard Schröder (SPD) | 0          | 0,0 %       |        |                      |                      | SPD, Grüne           |
| 1. Wahlgang                                                    | nicht abgegeben | Gerhard Schröder (SPD) | 4          | 0,7 %       |        |                      |                      | SPD, Grüne           |
| Damit wurde Gerhard Schröder wieder zum Bundeskanzler gewählt. |                 |                        |            |             |        |                      |                      |                      |

| Wahlgang                                                        | Kandidat        | Kandidat               | Stimmen    | Stimmenzahl | Anteil | Koalitionspartei(en) | Koalitionspartei(en) | Koalitionspartei(en) |
| --------------------------------------------------------------- | --------------- | ---------------------- | ---------- | ----------- | ------ | -------------------- | -------------------- | -------------------- |
| Vertrauensfrage                                                 |                 | Gerhard Schröder (SPD) | Ja-Stimmen | 151         | 25,1 % |                      |                      | SPD, Grüne           |
| Vertrauensfrage                                                 | Nein-Stimmen    | Gerhard Schröder (SPD) | 296        | 49,3 %      |        |                      |                      | SPD, Grüne           |
| Vertrauensfrage                                                 | Enthaltungen    | Gerhard Schröder (SPD) | 145        | 24,6 %      |        |                      |                      | SPD, Grüne           |
| Vertrauensfrage                                                 | Ungültig        | Gerhard Schröder (SPD) | 0          | 0,0 %       |        |                      |                      | SPD, Grüne           |
| Vertrauensfrage                                                 | nicht abgegeben | Gerhard Schröder (SPD) | 6          | 1,0 %       |        |                      |                      | SPD, Grüne           |
| Damit wurde Gerhard Schröder nicht das Vertrauen ausgesprochen. |                 |                        |            |             |        |                      |                      |                      |

## Kabinett
| Amt oder Ressort                                | Bild                                       | Name                                                     | Partei | Partei                                       | Parlamentarische Staatssekretäre bzw. Staatsminister                 | Partei | Partei |
| ----------------------------------------------- | ------------------------------------------ | -------------------------------------------------------- | ------ | -------------------------------------------- | -------------------------------------------------------------------- | ------ | ------ |
| Bundeskanzler                                   |                                            | Gerhard Schröder (* 1944)                                |        | SPD                                          | Rolf Schwanitz Christina Weiss                                       |        | SPD    |
| Stellvertreter des Bundeskanzlers Auswärtiges   |                                            | Joschka Fischer (* 1948)                                 |        | Grüne                                        | Hans Martin Bury                                                     | SPD    |        |
| Stellvertreter des Bundeskanzlers Auswärtiges   | Kerstin Müller                             | Joschka Fischer (* 1948)                                 |        | Grüne                                        | Grüne                                                                |        |        |
| Inneres                                         |                                            | Otto Schily (* 1932)                                     |        | SPD                                          | Fritz Rudolf Körper                                                  |        | SPD    |
| Inneres                                         | Ute Vogt                                   | Otto Schily (* 1932)                                     |        | SPD                                          |                                                                      |        | SPD    |
| Justiz                                          |                                            | Brigitte Zypries (* 1953)                                | SPD    | Alfred Hartenbach                            | SPD                                                                  |        |        |
| Finanzen                                        |                                            | Hans Eichel (* 1941)                                     | SPD    | Karl Diller                                  | SPD                                                                  |        |        |
| Finanzen                                        | Barbara Hendricks                          | Hans Eichel (* 1941)                                     | SPD    |                                              | SPD                                                                  |        |        |
| Wirtschaft und Arbeit                           |                                            | Wolfgang Clement (1940–2020)                             | SPD    | Gerd Andres                                  | SPD                                                                  |        |        |
| Wirtschaft und Arbeit                           | Ditmar Staffelt                            | Wolfgang Clement (1940–2020)                             | SPD    |                                              | SPD                                                                  |        |        |
| Wirtschaft und Arbeit                           | Rezzo Schlauch                             | Wolfgang Clement (1940–2020)                             | SPD    |                                              | Grüne                                                                |        |        |
| Verbraucherschutz, Ernährung und Landwirtschaft |                                            | Renate Künast (* 1955) bis 4. Oktober 2005               |        | Grüne                                        | Gerald Thalheim (bis 22. November 2005)                              |        | SPD    |
| Verbraucherschutz, Ernährung und Landwirtschaft | Matthias Berninger (bis 22. November 2005) | Renate Künast (* 1955) bis 4. Oktober 2005               |        | Grüne                                        | Grüne                                                                |        |        |
| Verbraucherschutz, Ernährung und Landwirtschaft | Matthias Berninger (bis 22. November 2005) | Jürgen Trittin (* 1954) ab 4. Oktober 2005 kommissarisch |        | Grüne                                        | Grüne                                                                |        |        |
| Verteidigung                                    |                                            | Peter Struck (1943–2012)                                 |        | SPD                                          | Walter Kolbow Hans Georg Wagner                                      |        | SPD    |
| Familie, Senioren, Frauen und Jugend            |                                            | Renate Schmidt (* 1943)                                  | SPD    | Marieluise Beck                              |                                                                      | Grüne  |        |
| Familie, Senioren, Frauen und Jugend            | Christel Riemann-Hanewinckel               | Renate Schmidt (* 1943)                                  | SPD    |                                              | SPD                                                                  |        |        |
| Gesundheit und Soziale Sicherung                |                                            | Ulla Schmidt (* 1949)                                    | SPD    | Marion Caspers-Merk Franz Thönnes            | SPD                                                                  |        |        |
| Verkehr, Bau- und Wohnungswesen                 |                                            | Manfred Stolpe (1936–2019)                               | SPD    | Iris Gleicke Achim Großmann Angelika Mertens | SPD                                                                  |        |        |
| Umwelt, Naturschutz und Reaktorsicherheit       |                                            | Jürgen Trittin (* 1954)                                  |        | Grüne                                        | Simone Probst Margareta Wolf                                         |        | Grüne  |
| Bildung und Forschung                           |                                            | Edelgard Bulmahn (* 1951)                                |        | SPD                                          | Christoph Matschie bis 1. Juli 2004 Ulrich Kasparick ab 1. Juli 2004 |        | SPD    |
| Wirtschaftliche Zusammenarbeit und Entwicklung  |                                            | Heidemarie Wieczorek-Zeul (* 1942)                       | SPD    | Uschi Eid                                    |                                                                      | Grüne  |        |

Mit der Kabinettsbildung kam es auf Ebene der Ministerien zu zwei größeren Umstrukturierungen. Zum ersten und bisher einzigen Mal wurde das Ministerium für Wirtschaft mit dem Ministerium für Arbeit zu einem „Superministerium“ für Wirtschaft und Arbeit zusammengeführt, das vom vormaligen nordrhein-westfälischen Ministerpräsidenten Wolfgang Clement geleitet wurde. Der Bereich Sozialordnung vom ehemaligen Arbeitsministerium wurde dem Gesundheits-Ressort zugeordnet, das nun Ministerium für Gesundheit und Soziale Sicherung hieß.
Neben den abgelösten Ministern für Arbeit und Wirtschaft gab es drei weitere personelle Änderungen im Vergleich zum Kabinett Schröder I: Neue Justizministerin wurde Brigitte Zypries, das Familienministerium führte nun Renate Schmidt und Manfred Stolpe übernahm das Verkehrs- und Bauministerium.
Während der Legislaturperiode kam es nur zu zwei personellen Wechseln. Jürgen Trittin übernahm nach der Bundestagswahl 2005 zeitweise auch das Landwirtschafts-Ressort, als Renate Künast Fraktionsvorsitzende von Bündnis 90/Die Grünen wurde. Auf Ebene der Parlamentarischen Staatssekretäre wurde der 2004 in die thüringische Landespolitik wechselnde Christoph Matschie im Ministerium für Bildung und Forschung von Ulrich Kasparick ersetzt.
Durch die vorgezogenen Neuwahlen im Jahr 2005 wurde das Kabinett Schröder II die am kürzesten amtierende gesamtdeutsche Bundesregierung. Das letzte Bundeskabinett, das vorzeitig abgelöst wurde, war das Kabinett Kohl I im Jahr 1983.

## Fußnote
1. ↑  Weder Parlamentarische Staatssekretäre noch Staatsminister sind nach Art. 62 GG Teil der Bundesregierung.